# Liste der Kulturgüter in Disentis/Mustér
Die Liste der Kulturgüter in Disentis/Mustér enthält alle Objekte in der Gemeinde Disentis/Mustér im Kanton Graubünden, die gemäss der Haager Konvention zum Schutz von Kulturgut bei bewaffneten Konflikten, dem Bundesgesetz vom 20. Juni 2014 über den Schutz der Kulturgüter bei bewaffneten Konflikten sowie der Verordnung vom 29. Oktober 2014 über den Schutz der Kulturgüter bei bewaffneten Konflikten unter Schutz stehen.
Objekte der Kategorien A und B sind vollständig in der Liste enthalten, Objekte der Kategorie C fehlen zurzeit (Stand: 1. Januar 2023).

## Kulturgüter
| Foto |                                                                                    | Objekt                                                                                            | Kat. | Typ | Standort                          | Beschreibung                                                            |
| ---- | ---------------------------------------------------------------------------------- | ------------------------------------------------------------------------------------------------- | ---- | --- | --------------------------------- | ----------------------------------------------------------------------- |
| ja   | Datei hochladen · Wikidata zu Santa Maria Immaculata, Acletta (Q29479705)          | Kapelle Maria Immaculata Acletta / Chaplutta Sontga Maria KGS-Nr.: 02985                          | A    | G   | Via Acletta 26 706958 / 173061    |                                                                         |
| ja   | Datei hochladen · Wikidata zu Kapelle St. Agatha (Disentis) (Q1728417)             | Kapelle St. Agatha / Baselgia catolica Sontga Gada KGS-Nr.: 02986                                 | A    | G   | Via Sontga Gada 707858 / 172480   |                                                                         |
| ja   | Datei hochladen · Wikidata zu Kloster Disentis (Q630414)                           | Kloster St. Martin, Kirche und Umgebung / Claustra Sogn Martin, baselgia e conturn KGS-Nr.: 02987 | A    | G   | Via Claustra 1 708366 / 173799    |                                                                         |
| ja   | Datei hochladen · Wikidata zu Kapelle St. Luzius (Q29479703)                       | Kapelle St. Luzius / Chaplutta Sogn Luzi KGS-Nr.: 02988                                           | A    | G   | Via Disla 709720 / 174339         |                                                                         |
| BW   | Datei hochladen · Wikidata zu Archiv des Benediktinerklosters Disentis (Q27480023) | Kloster St. Martin, Museum / Claustra Sogn Martin, museum KGS-Nr.: 08557                          | A    | S   | Via Claustra 1 708351 / 173822    |                                                                         |
| BW   | Datei hochladen · Wikidata zu Koster Disentis, Bibliothek (Q27480022)              | Kloster St. Martin, Bibliothek / Claustra Sogn Martin, biblioteca KGS-Nr.: 09303                  | A    | S   | Via Claustra 1 708360 / 173811    |                                                                         |
| ja   | Datei hochladen                                                                    | Russeinerbrücke / Punt Russein KGS-Nr.: 10512                                                     | A    | G   | Via Sursilvana 711429 / 175538    | Objekt liegt hälftig auf dem Gemeindegebiet von Sumvitg (KGS-Nr. 9070). |
| ja   | Datei hochladen · Wikidata zu Bahnhof Disentis, Aufnahmegebäude (Q29784681)        | Bahnhof, Aufnahmegebäude / Staziun, edifizi da recepziun KGS-Nr.: 02989                           | B    | G   | Via della Staziun 708325 / 173637 |                                                                         |
| ja   | Datei hochladen · Wikidata zu Katholische Kirche Sogn Gions (Q29784683)            | Katholische Kirche Sogn Gions / Baselgia catolica Sogn Gions KGS-Nr.: 02990                       | B    | G   | Via Cons 13 708040 / 173440       |                                                                         |
| ja   | Datei hochladen · Wikidata zu St. Placiduskirche (Q2322941)                        | Kirche St. Placidus / Baselgia Sogn Placi KGS-Nr.: 02991                                          | B    | G   | Via Sursilvana 708960 / 173979    |                                                                         |
| BW   | Datei hochladen · Wikidata zu Castelberghaus (Q29784684)                           | Castelberghaus / Casa Castelberg KGS-Nr.: 10737                                                   | B    | G   | Via Sursilvana 31 708340 / 173680 |                                                                         |